# Jacopo Gaufrido
Jacopo Gaufrido (La Ciotat, v. 1610  – Plaisance, 1650) était un fonctionnaire, diplomate au service de la famille Farnèse, actif au cours de la première moitié du XVIIe siècle à la cour du duché de Parme et Plaisance.

## Biographie
Jacopo Gaufrido est né à La Ciotat, en Provence, vers 1610. Son père, notaire lui fait étudier la médecine auprès de l'Université de Bologne où il fréquente des écrivains et des scientifiques dont Cesare Marsili. 
En 1632, l'ambassadeur français à Venise l'introduit à la cour de Parme,. Il entre au service de la maison Farnèse, d'abord en tant que professeur du duc Édouard Ier, puis conseiller, favori et secrétaire d'état. Il exerce une forte influence et s'adonne à l'activité politique et diplomatique ce qui fait rapidement sa fortune.
Les années suivantes et jusqu'à la mort d'Édouard Ier,  le 12 septembre 1646, Jacopo Gaufrido influence fortement la politique du duc, trop complaisant selon ses contemporains envers la France au point d'être considéré comme un agent occulte de Richelieu et de Mazarin : il incite Édouard Ier à dénoncer son alliance traditionnelle avec l'Espagne pour entrer dans l'orbite française. 
Deux ans après la mort du duc Édouard Ier, son jeune fils Ranuce IIe lui succède sous la régence de sa mère Marguerite de Medicis et de son oncle, le cardinal Francesco Maria Farnèse. Jacopo Gaufrido maintient sa position de prestige dans le Conseil malgré l'opposition de Marguerite. 
Une divergence avec Innocent X pour la désignation de Cristoforo Giarda comme évêque de Castro, provoque un conflit ouvert avec la pape. Le 18 mars 1649, le nouvel évêque est tué et Jacopo Gaufrido est désigné comme le commanditaire de l'assassinat. L'affrontement est inévitable et les troupes pontificales battent celles du duché de Parme commandées par Jacopo Gaufrido, le 13 août 1649 à San Pietro in Casale, près de Bologne. 
De retour à Parme, le 18 août, avec peu d'hommes, Jacopo Gaufrido entre en disgrâce. La responsabilité de la guerre et de la défaite lui sont attribuées afin de satisfaire le pape Innocent X. Finalement, Ranuce IIe fait arrêter son favori et le fait enfermer dans la citadelle de Plaisance. Un procès est instruit au terme duquel Jacopo Gaufrido retenu coupable, entre autres, de félonie et de falsification est condamné à mort avec la confiscation de tous ses biens. 
L'exécution de Jacopo Gaufrido a lieu le 8 janvier 1650.